# Lena Kolarska-Bobińska
Lena Barbara Kolarska-Bobińska (* 3. prosince 1947 Praha) je polská profesorka sociologie. Je autorkou více než sto padesáti publikací, které zahrnují odborné články i knihy. Podílela se na řadě výzkumů a komentování společenských a politických záležitosti v polských i zahraničních mediích.
Vystudovala Sociologickou fakultu na Varšavské univerzitě. Je dlouhodobým pracovníkem Institutu filozofie a sociologie Polské akademie věd (PAN) i několika dalších vědecký organizací.
V letech 1997-2009 zastávala funkci prezidenta Institutu pro veřejné záležitosti (Instytut Spraw Publicznych).